# Montell van Leijen
 Darryll Montell van Leijen  (Apeldoorn, 6 mei 1998) is een Nederlands model. Van Leijen werd op 30 oktober 2017 tot winnaar uitgeroepen van het tiende seizoen van Holland's Next Top Model (HNTM). Hij was de eerste mannelijke winnaar van de talentenjacht op tv. Tot en met seizoen 9 konden alleen vrouwen meedoen aan het programma.
Zijn prijzenpakket bestond onder meer uit een modellencontract bij VDM Model Management, wordt het gezicht van de voorjaarscampagne van Hema Beauty en mag een covershoot doen voor Elle.

## Familie
Van Leijen heeft een Antilliaanse vader en Nederlandse moeder Zijn vader, Axel Paulina, is professioneel Thai-bokser. Voor Fresh Cotton deed Van Leijen een shoot voor het kledingmerk Wemoto samen met zijn twee jaar oudere broer Caine Paulina.
Tijdens de opnames van HNTM woonde Van Leijen bij zijn ouders in Deventer en studeerde hij aan het CIOS in Arnhem voor sportleraar. Van Leijen stopte met voetballen om zich volledig op zijn opleiding en modellenwerk te kunnen richten.

## Carrière
Terwijl de opnames van HNTM in 2017 nog liepen, poseerde Van Leijen al voor een kledingmerk, liep hij op de Amsterdam Fashion Week en was hij het gezicht van de Hudsons Bay 'Coming Soon' campagne. Hij was het gezicht van de voorjaarscampagne 2018 van Hema Beauty en deed een covershoot voor Elle. Tevens was Van Leijen in 2018 te zien in het televisieprogramma Models in Cape Town.

### Modellenbureaus
Huidig
- VDM Model management
- ICE Model management